# Myotis cobanensis
Myotis cobanensis é uma espécie de morcego da família Vespertilionidae.
Apenas pode ser encontrada na Guatemala.